# ديفيد كامبل (موسيقي)
ديفيد كامبل (بالإنجليزية: David Campbell)‏ هو موسيقي أمريكي، ولد في 23 يونيو 1977 في سكوتس فالي في الولايات المتحدة.